# Psalmopoeus rufus
Psalmopoeus rufus é uma espécie de aranha pertencente à família Theraphosidae (tarântulas).